# 타라 리드
타라 도나 리드(영어: Tara Donna Reid, 1975년 11월 8일 ~ )는 미국의 배우이다.

## 출연 작품
- 위자 하우스 (2018)
- 헬버스 (2017)
- 인투 더 샤크스톰 (2017)
- 허리케인 샤크네이도 (2016)
- 샤크네이도 스톰 (2015)
- 찰리농장의 저주 (2014)
- 행오버 게임 (2014)
- 샤크스톰2: 샤크네이도 (2014)
- 샤크 스톰 (2013)
- 라스트 콜 (2012)
- 아메리칸 파이: 19금 동창회 (2012)
- 킬 더 아이리쉬맨 (2011)
- 더 필즈 (2011)
- 클린 브레이크 (2008)
- 바이퍼스 (2008)
- 시니어 스킵 데이 (2008)
- 이프 아이 해드 노운 아이 워즈 어 지니어스 (2007)
- 인큐버스 (2006)
- 크로우 위키드 플레이어 (2005)
- 어론 인 더 다크 (2005)
- 노츠 (2004)
- 데블스 폰드 (2003)
- 내 상사의 딸 (2003)
- 엽기 캠퍼스 (2002)
- 푸시캣 클럽 (2001)
- 아메리칸 파이 2 (2001)
- 비지터 3 - 저스트 비지팅 (2001)
- 닥터 T (2000)
- 걸 (1999)
- 보디 샷 (1999)
- 아메리칸 파이 (1999)
- 사랑보다 아름다운 유혹 (1999)
- 아이 워크 업 어리 더 데이 아이 다이드 (1998)
- 캠퍼스 레전드 (1998)
- 위대한 레보스키 (1998)
- 고모론 (1992)
- 사령 전설 (1987)

### 텔레비전
- 우리 생애 나날들 (1995)
- 더 데일리 쇼 (2001-02) - 본인